# 岡見健彦
岡見 健彦（おかみ たけひこ、1898年3月29日 - 1972年）は、日本の建築家。遠藤新の事務所を経て、フランク・ロイド・ライトに学び、ライトの影響を受けつつもモダニズム的な作品を制作した。

## 略歴
- 1898年 東京生まれ
- 1925年 東京美術学校建築科卒業・遠藤新建築創作所に入所
- 1929年 タリアセン
- 1932年 岡見健彦設計事務所
- 1946年 アメリカ海軍施設部設計部門
- 1959年 アメリカ海軍施設部設計部門退職

## 作品
- 高輪教会（1932年 東京・高輪 現存）
- 頌栄高等女学校記念堂（1937年 東京・高輪 縮小した複製が現存）